# Ribadavia
Ribadavia és una vila i municipi de la província d'Ourense a Galícia. Pertany a la Comarca do Ribeiro. L'àrea urbana s'estén per la riba dreta del Miño i l'últim tram del riu Avia. Està comunicada per la nacional N-120 d'Ourense a Vigo, i l'Autovia de les Ries Baixes.
| 4.788 | 6.341 | 7.369 | 7.050 | 5.510 |
| Fonts: INE i IGE (Els criteris de registre censal variaren i les dades de l'INE i de l'IGE poden no coincidir.) |       |       |       |       |

## Parròquies
- Campo Redondo (Santo André)
- Esposende (Santiago)
- Francelos (Santa María Madanela)
- Ribadavia (San Domingos de Fóra)
- Ribadavia (San Domingos)
- San Cristovo de Regodeigón (San Cristovo)
- Sanín (San Pedro)
- Ventosela (San Paio)

## Història
De fundació probablement romana, amb el nom d'Abobriga, serà durant l'Edat Mitjana quan la vila tindrà el seu moment de màxima esplendor (des de 1064 fins a 1071 va ser la capital del Regne de Galícia) i serà en aquest moment quan s'inicia el cultiu de la vinya potenciada per l'orde del Cister. Més tard va ser vila reial, des del 1164 fins al 1375, abans de passar a ser senyoria del Comte de Ribadavia. Conserva part de la seva muralla medieval, del 1157, les ruïnes del castell dels comtes de Ribadavia i posseïx un dels calls millor conservats d'Espanya amb la seva pròpia sinagoga.
La ciutat va ser declarada Monument Històric Artístic el 1947. Prop del Camp de la Fira, es poden contemplar les ruïnes del castell dels Sarmiento, els Comtes de Ribadavia, del segle xv. Encara preserva el seu interior, torres i la muralla. Part de les muralles que envolten la torre també es mantenen dretes. En l'interior del nucli antic, es pot visitar la Plaça Major amb edificis interessants com l'ajuntament del segle xvi. És la capital de la històrica comarca do Ribeiro, on es produïx el famós i vi del Ribeiro, tan lloat per reis i poetes des de temps immemorials. El conjunt històric de la ciutat està format per una xarxa de carrers empedrades i cases medievals que traslladen els visitants a una època llunyana.

## Galeria d'imatges

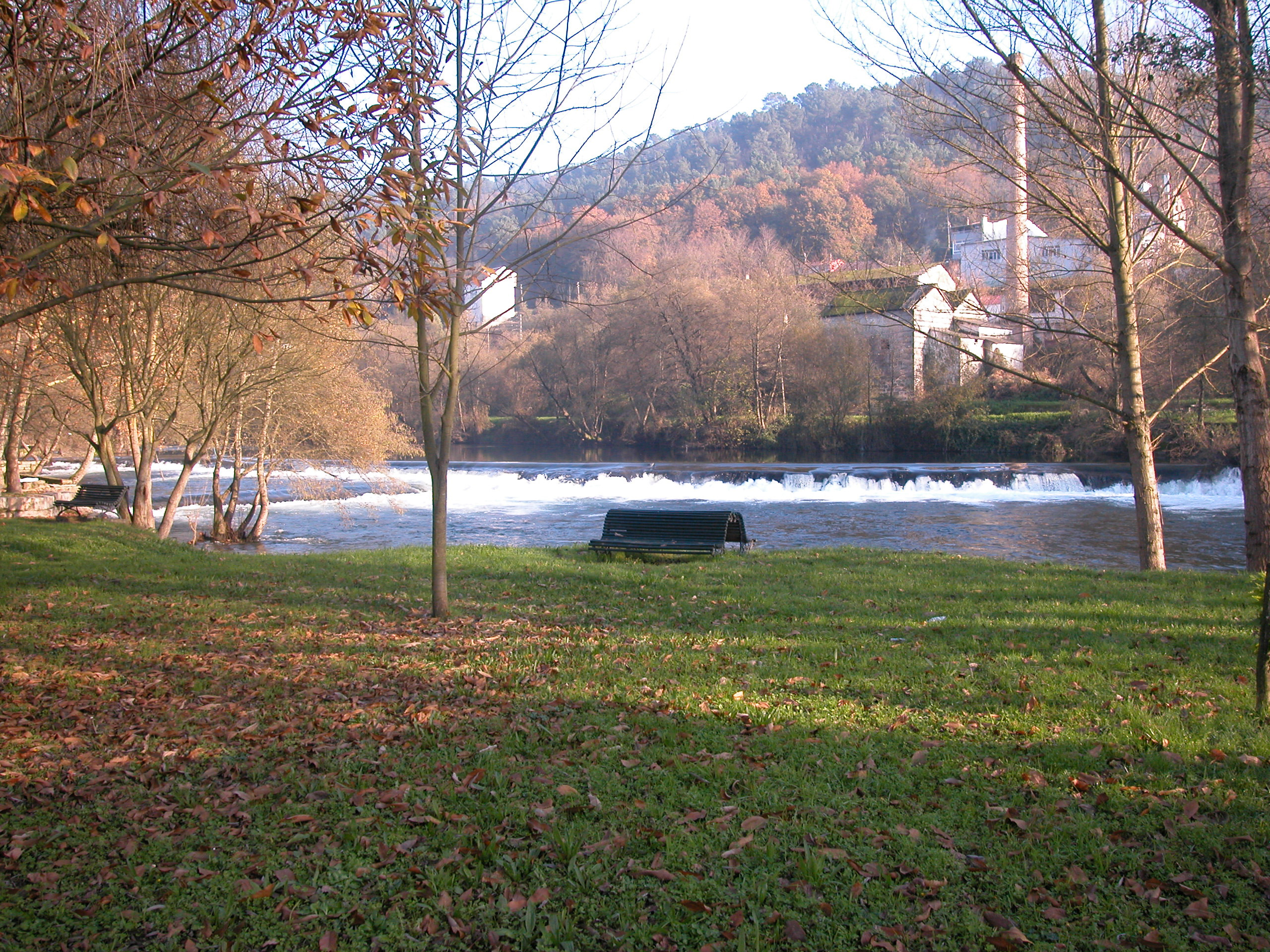
Ribadavia. Riu Avia a Beronza
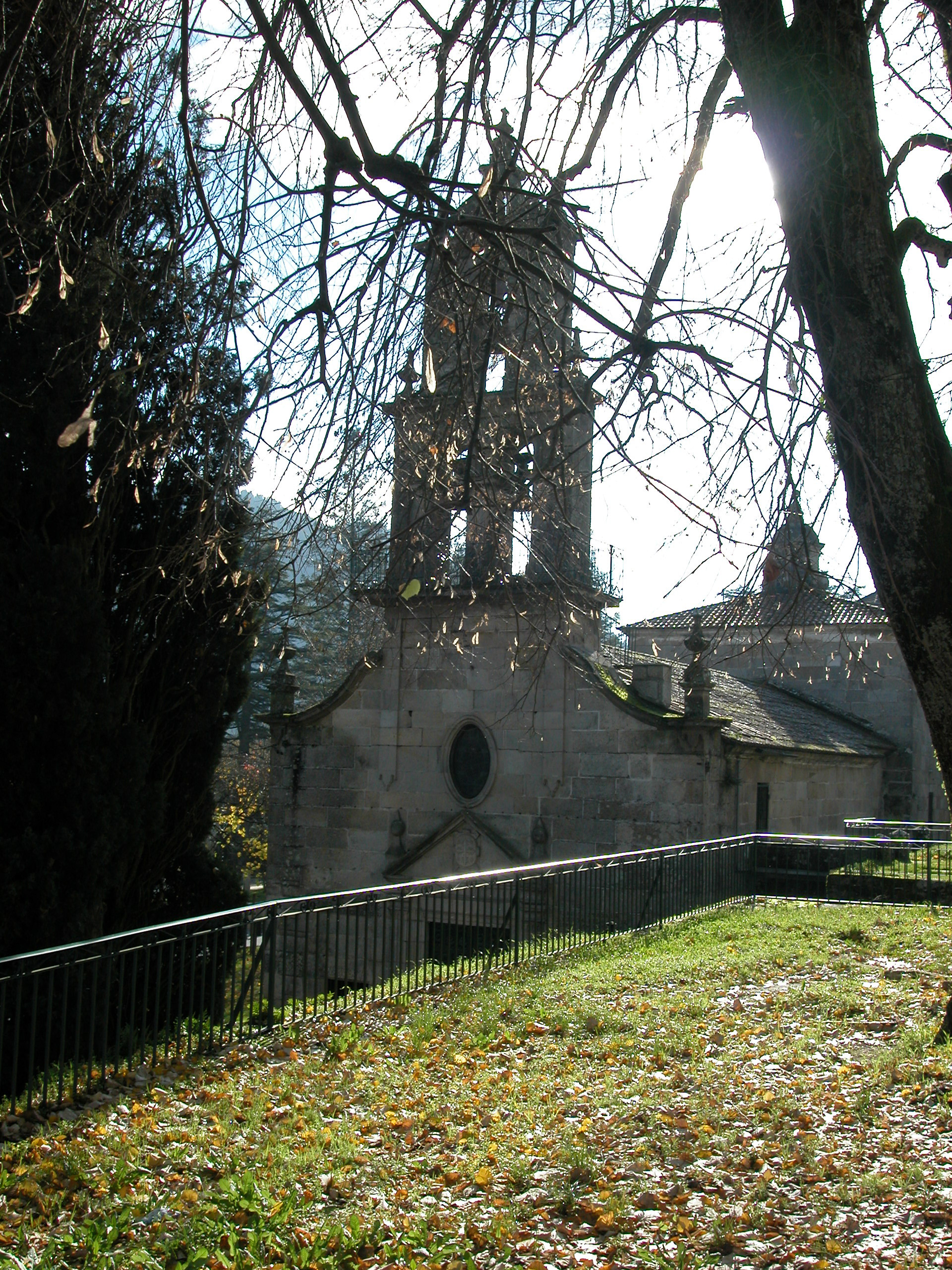
Ribadavia. Capella de la Verge del Portal (Patrona de Ribeiro).
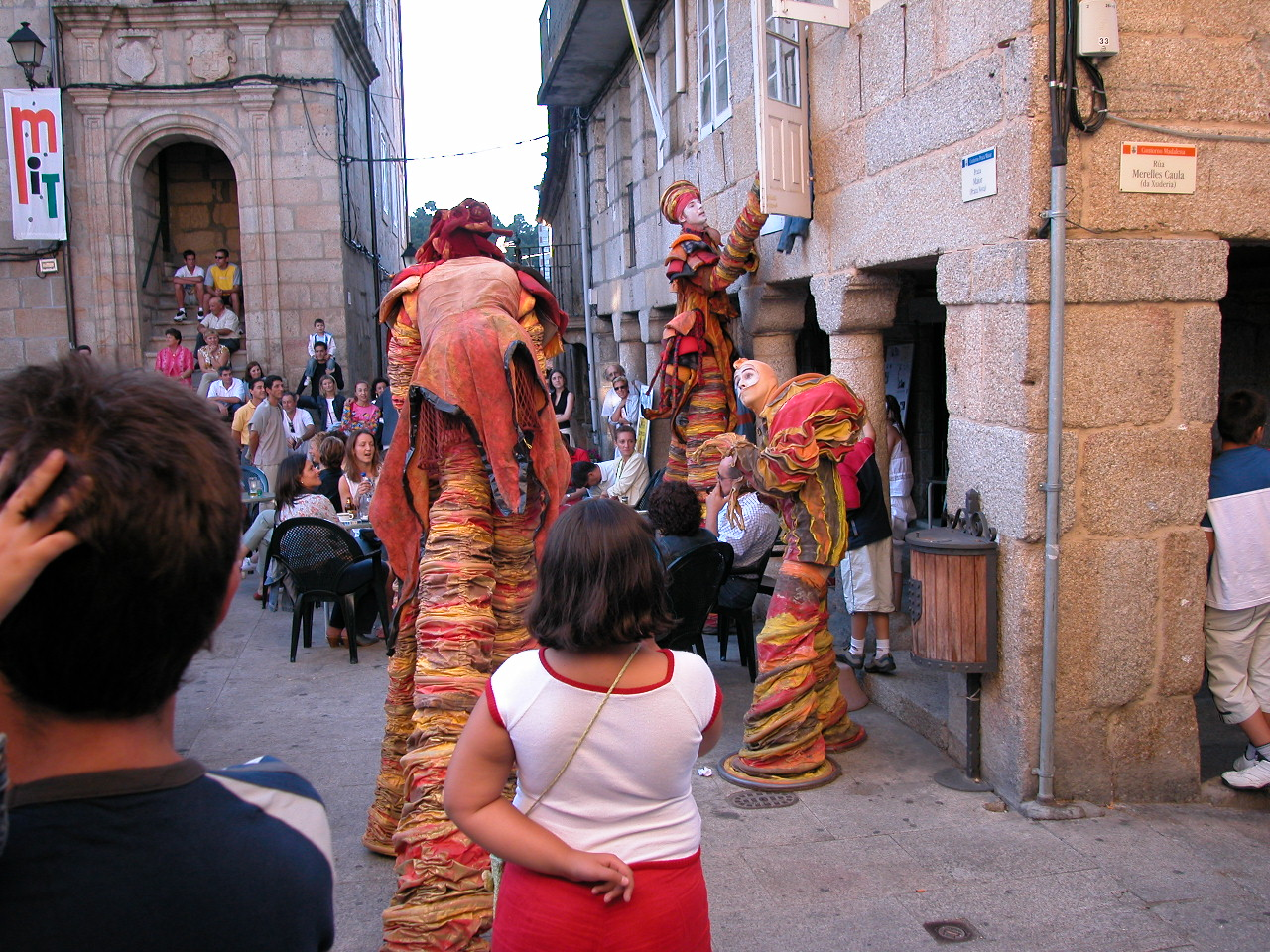
MIT 2003.Teatre infantil al carrer. Plaça Major de Ribadavia
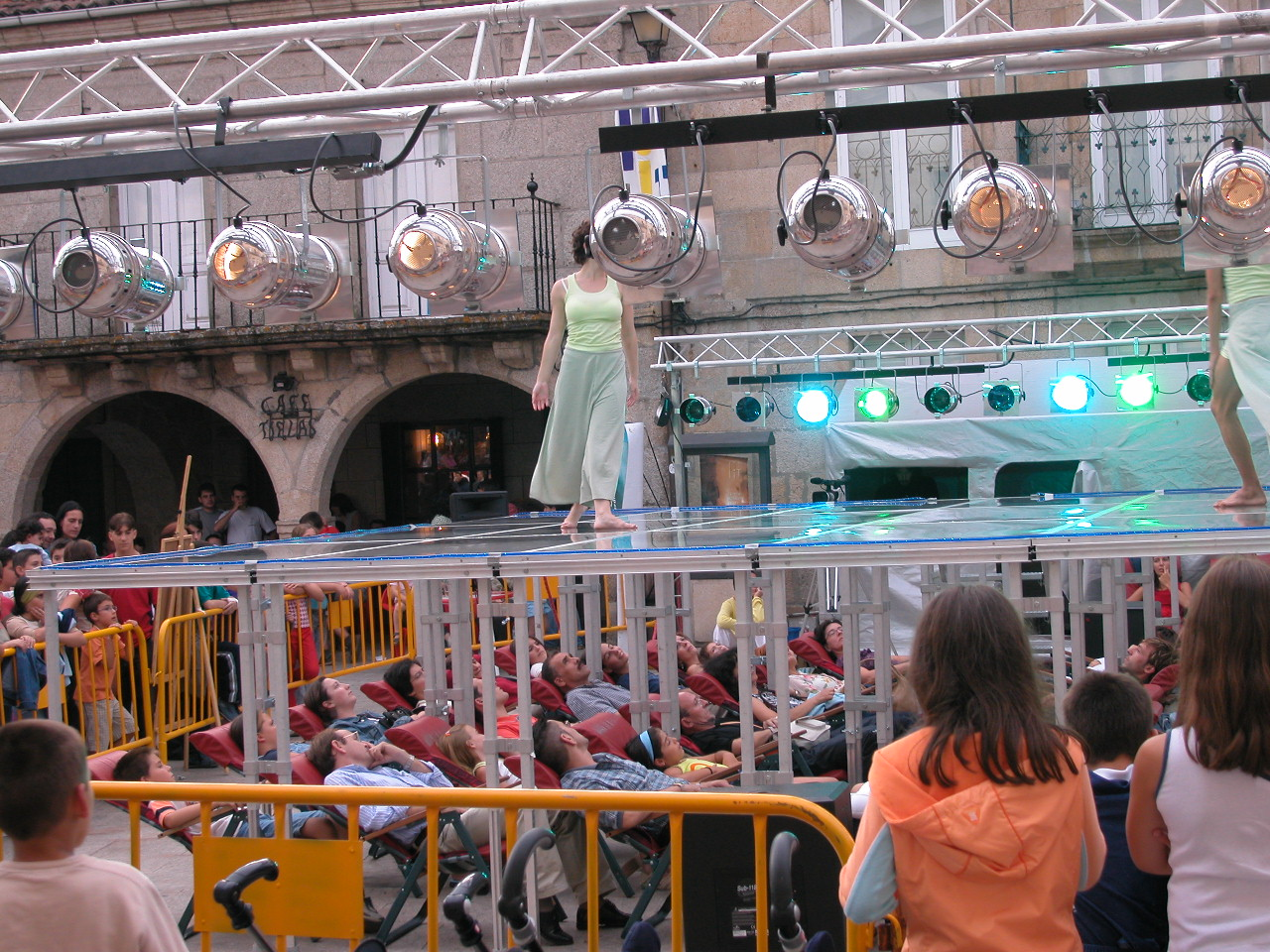
MIT 2003.Teatre al carrer. Plaça Major de Ribadavia
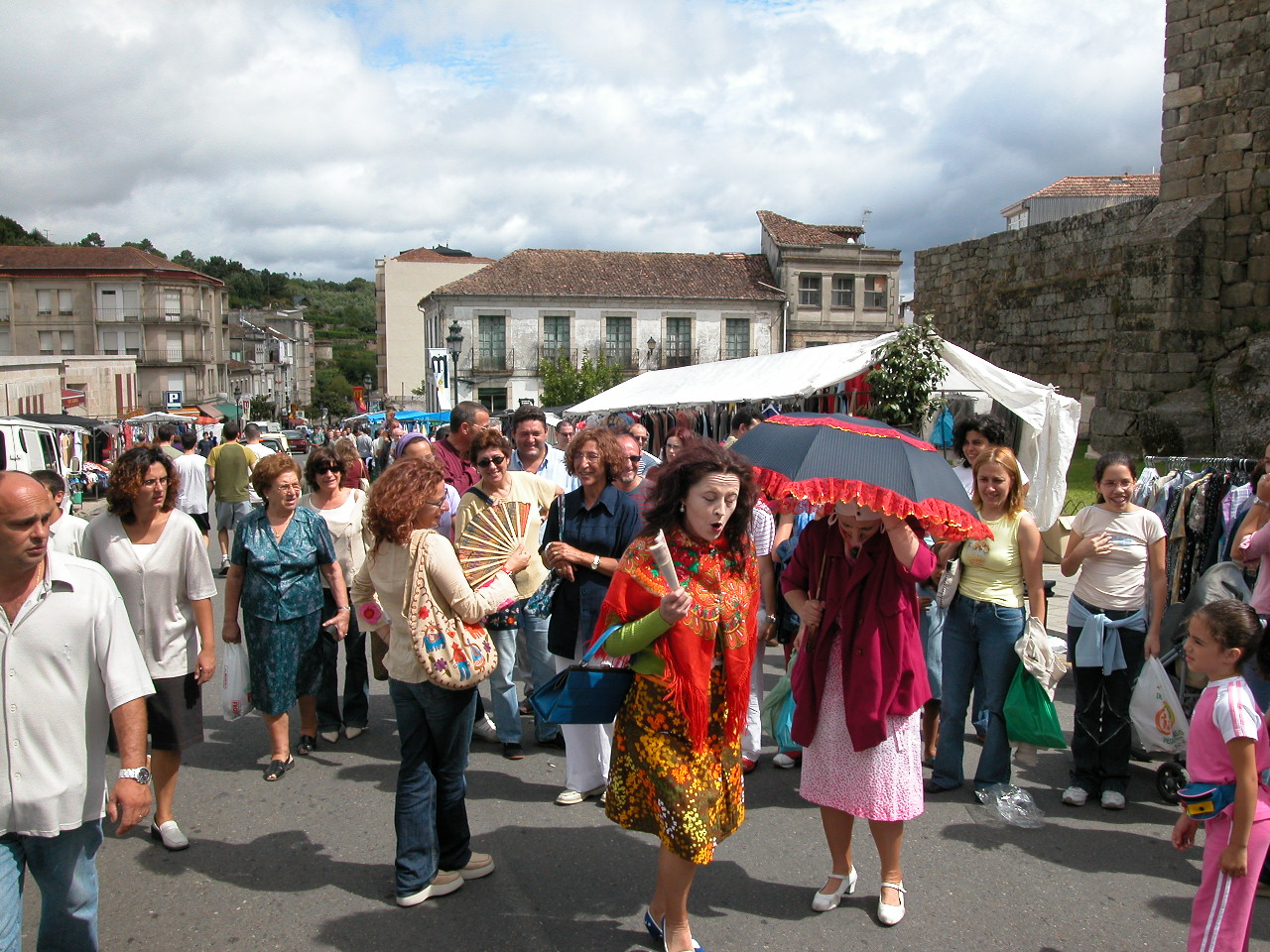
MIT 2003. Teatre al carrer. "As Marías" en un dia de fira a Ribadavia
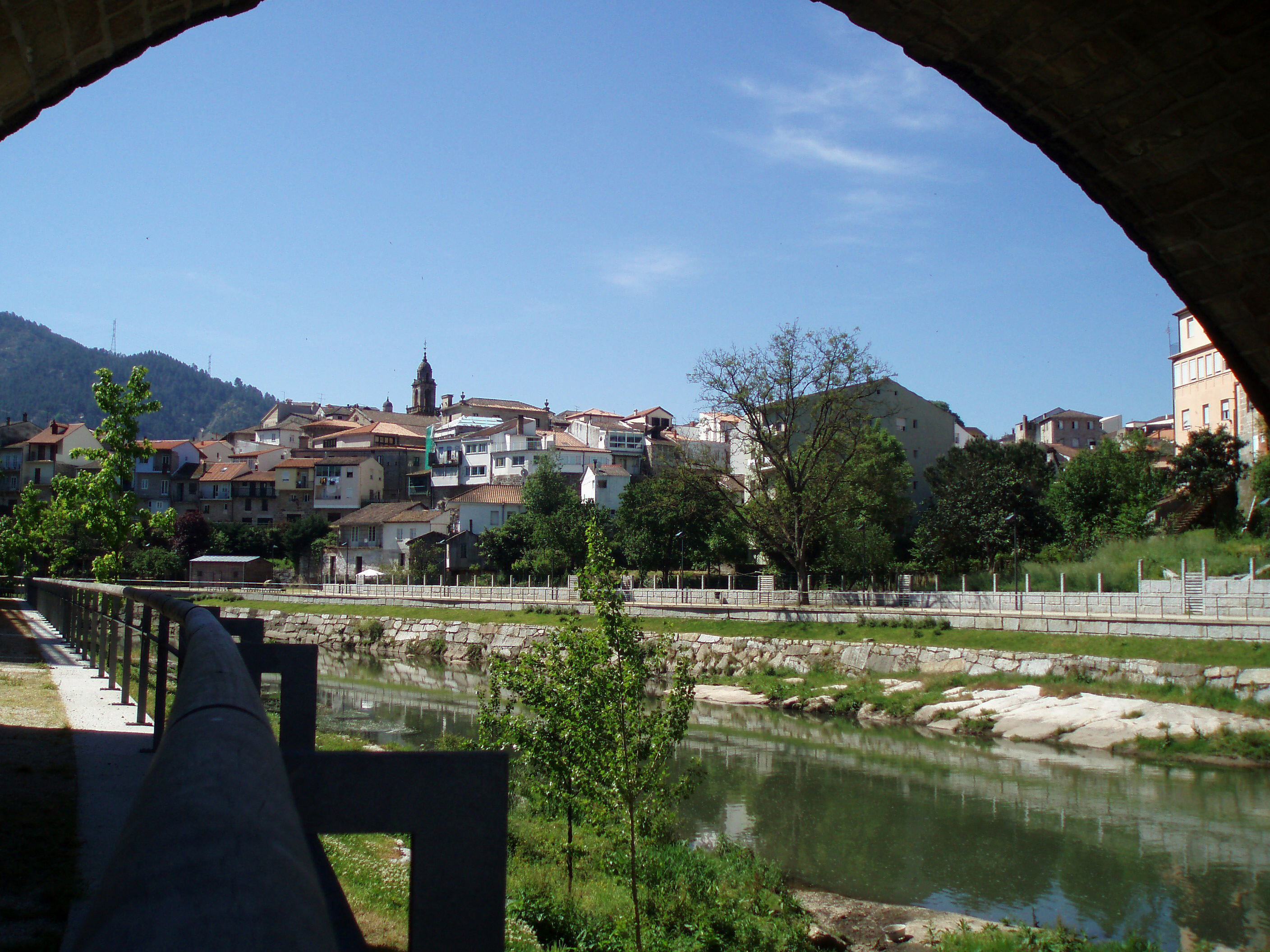
Pont de San Francisco al riu Avia
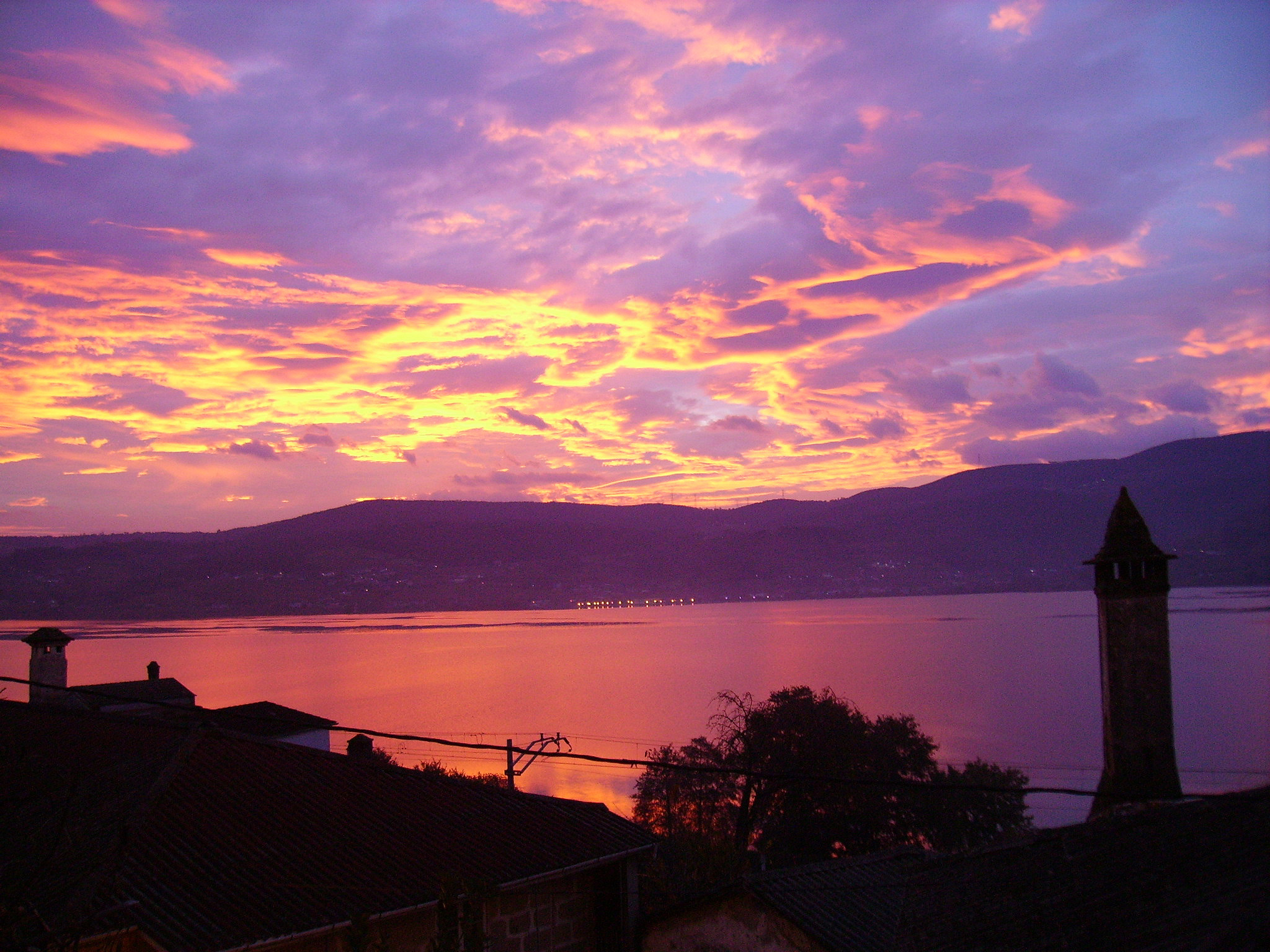
Vista del riu Miño a l'embassament de Castrelo des de Valdepereira
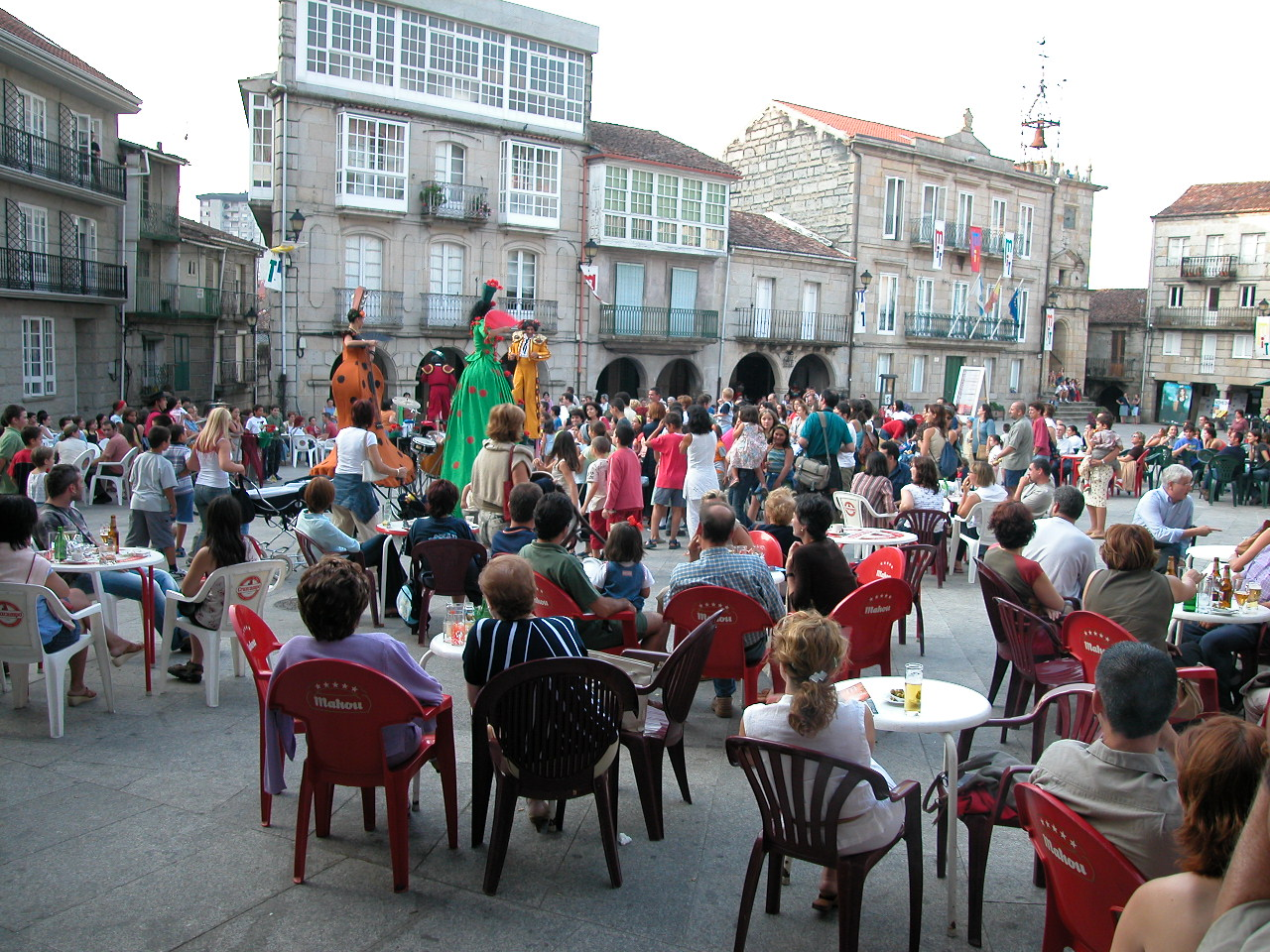
Ribadavia. Fotos Mostra 2003
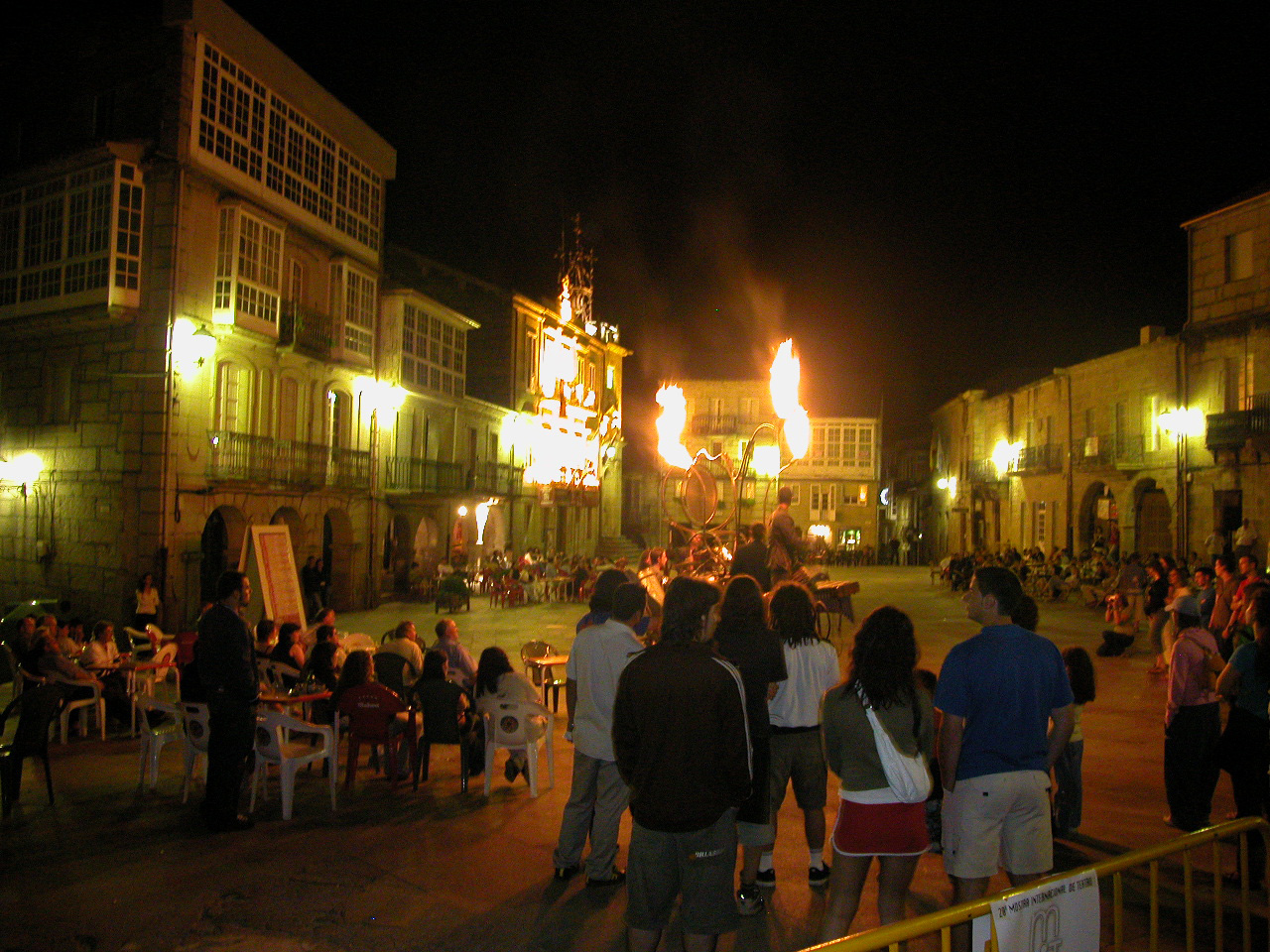
Ribadavia. Fotos Mostra 2004
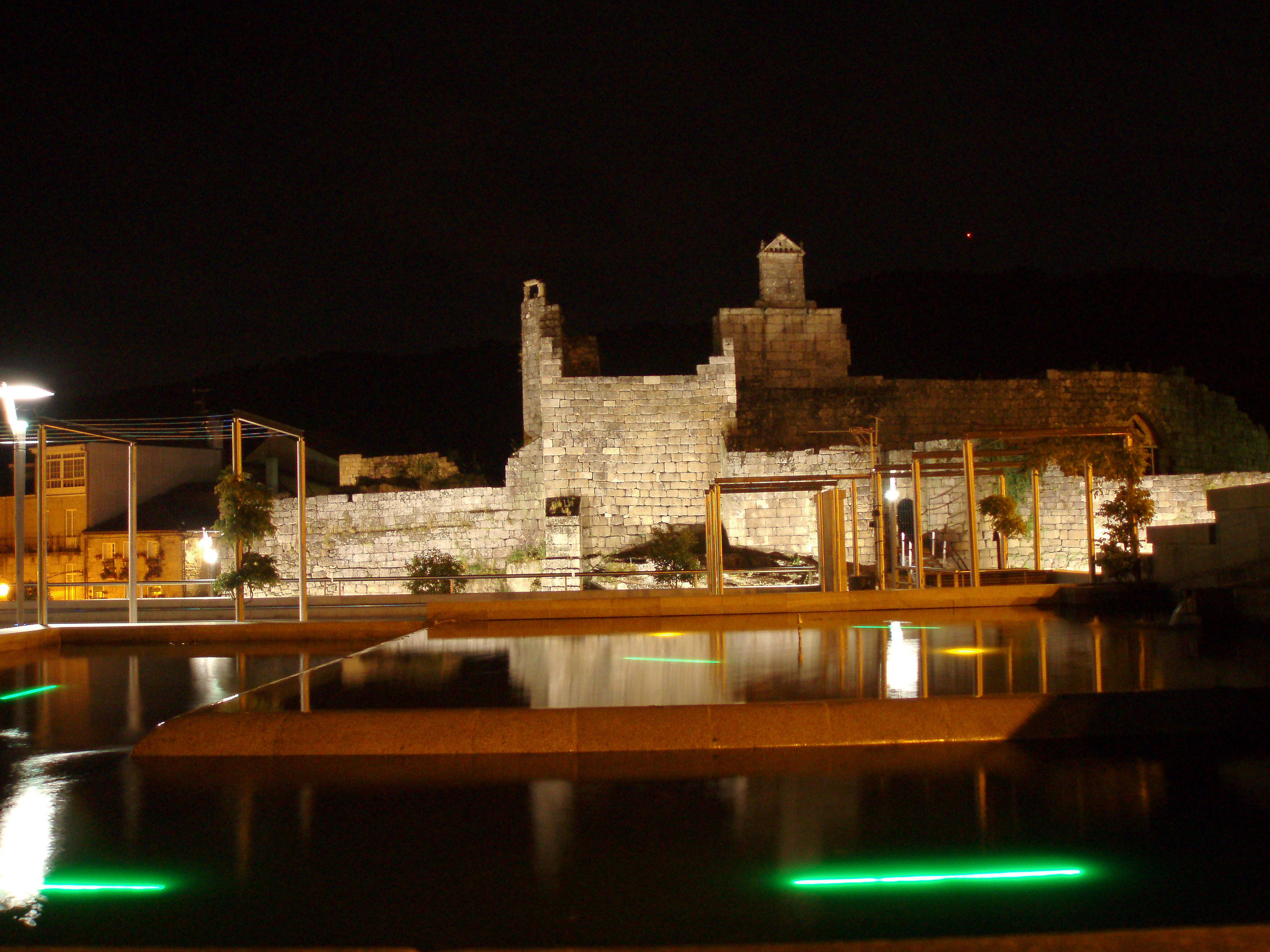
Ribadavia. El castell, a la nit
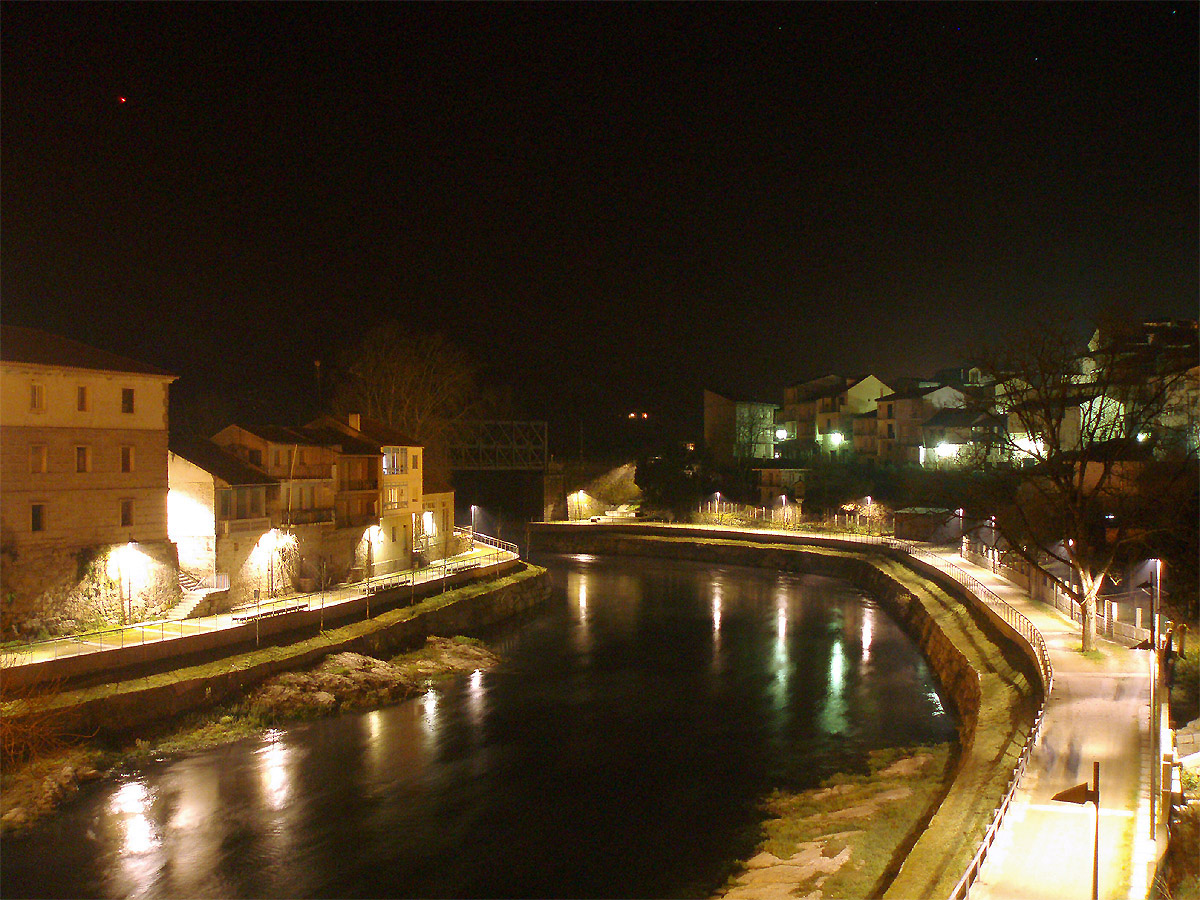
Riu Avia a Ribadavia, vista nocturna
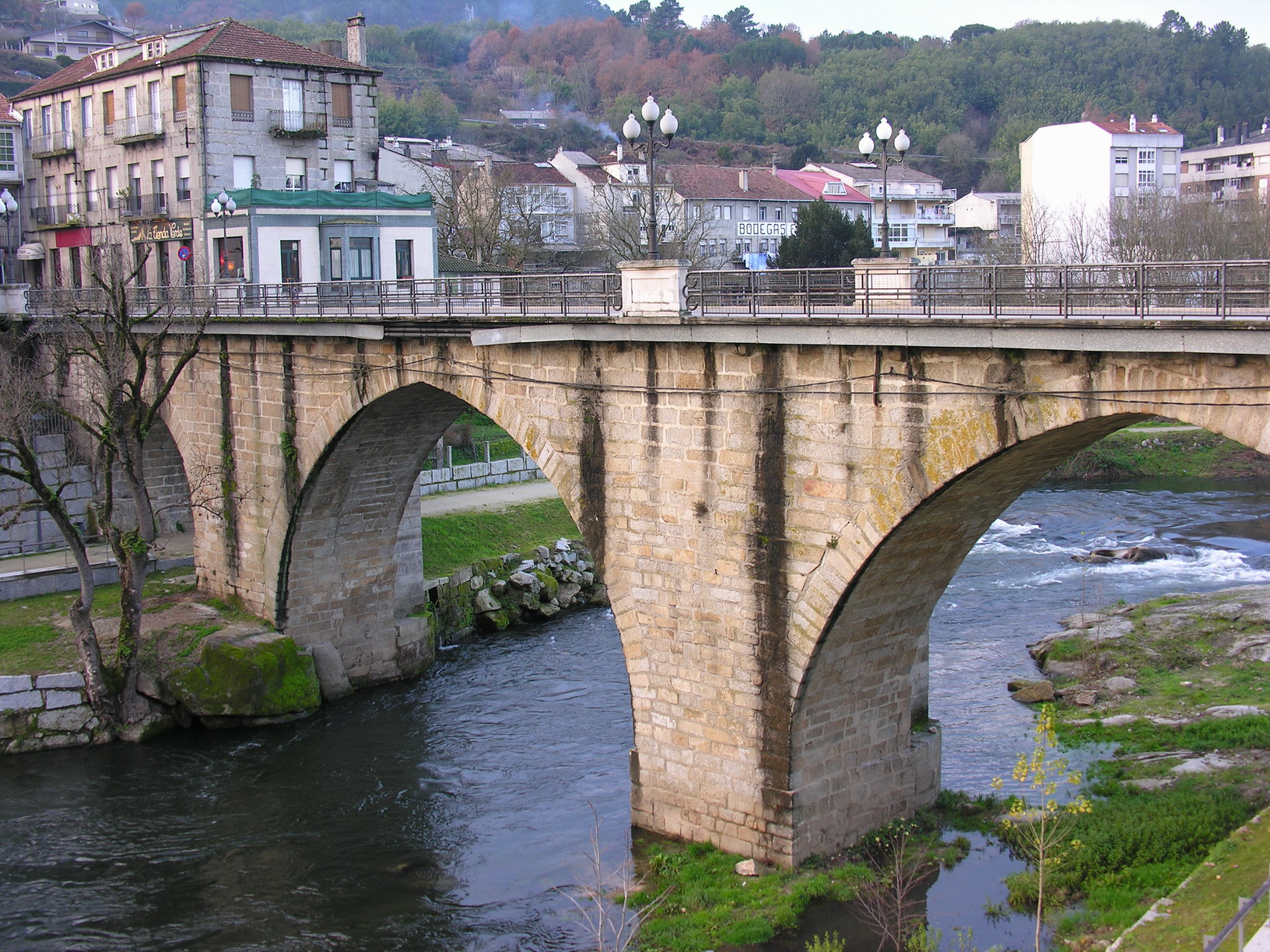
Riu Avia a Ribadavia
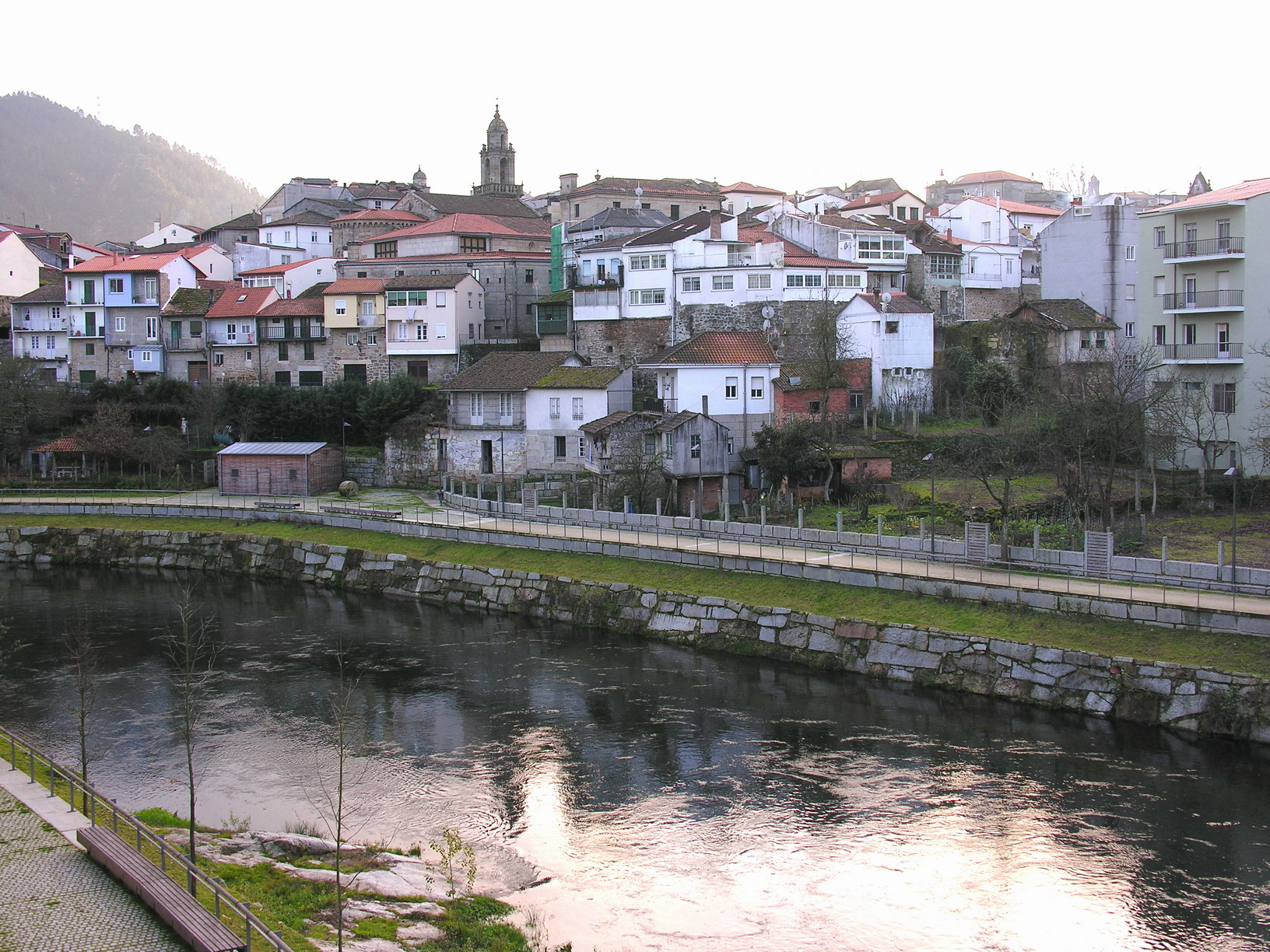
Ribadavia. Riu Avia
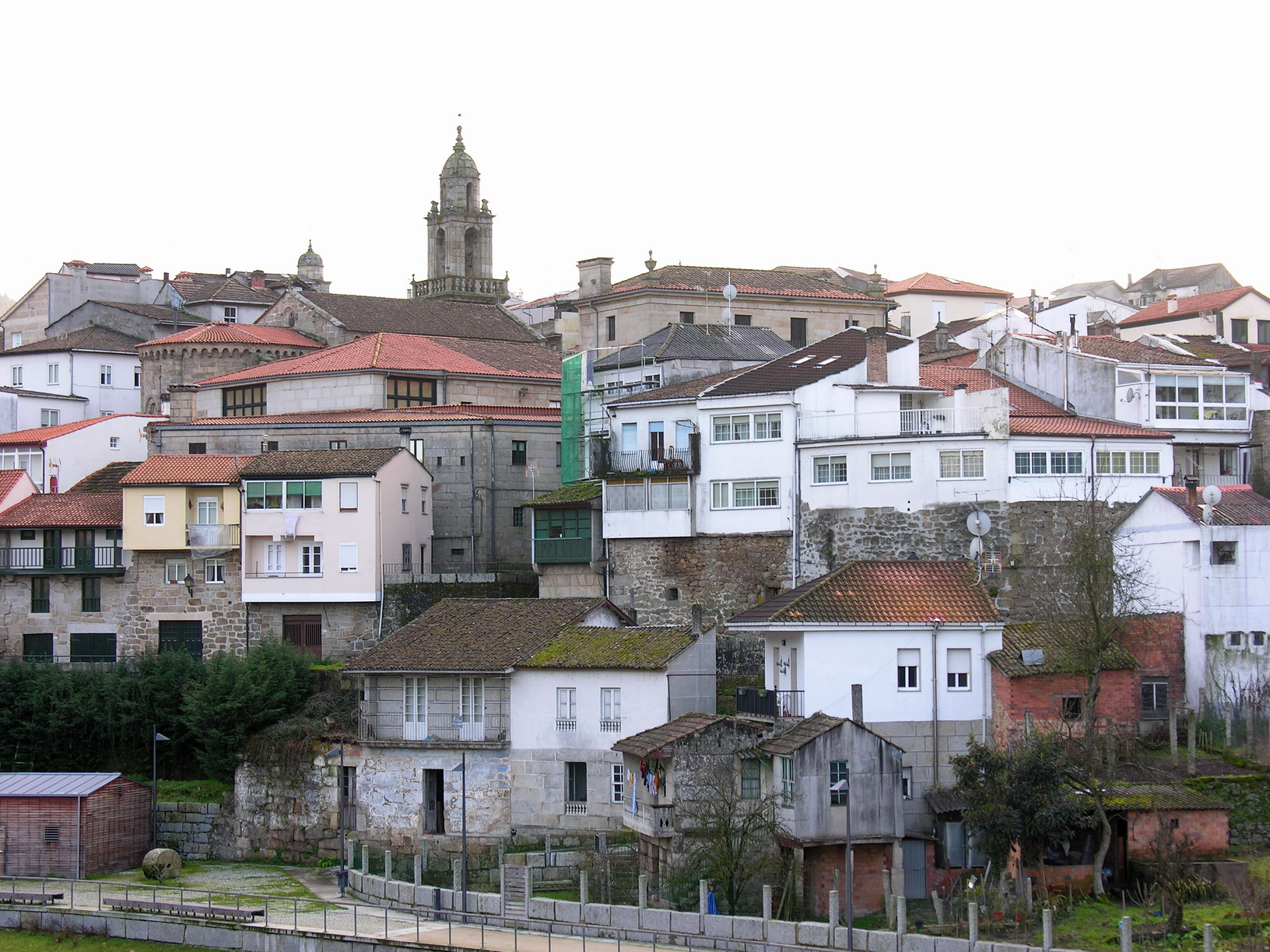
Ribadavia
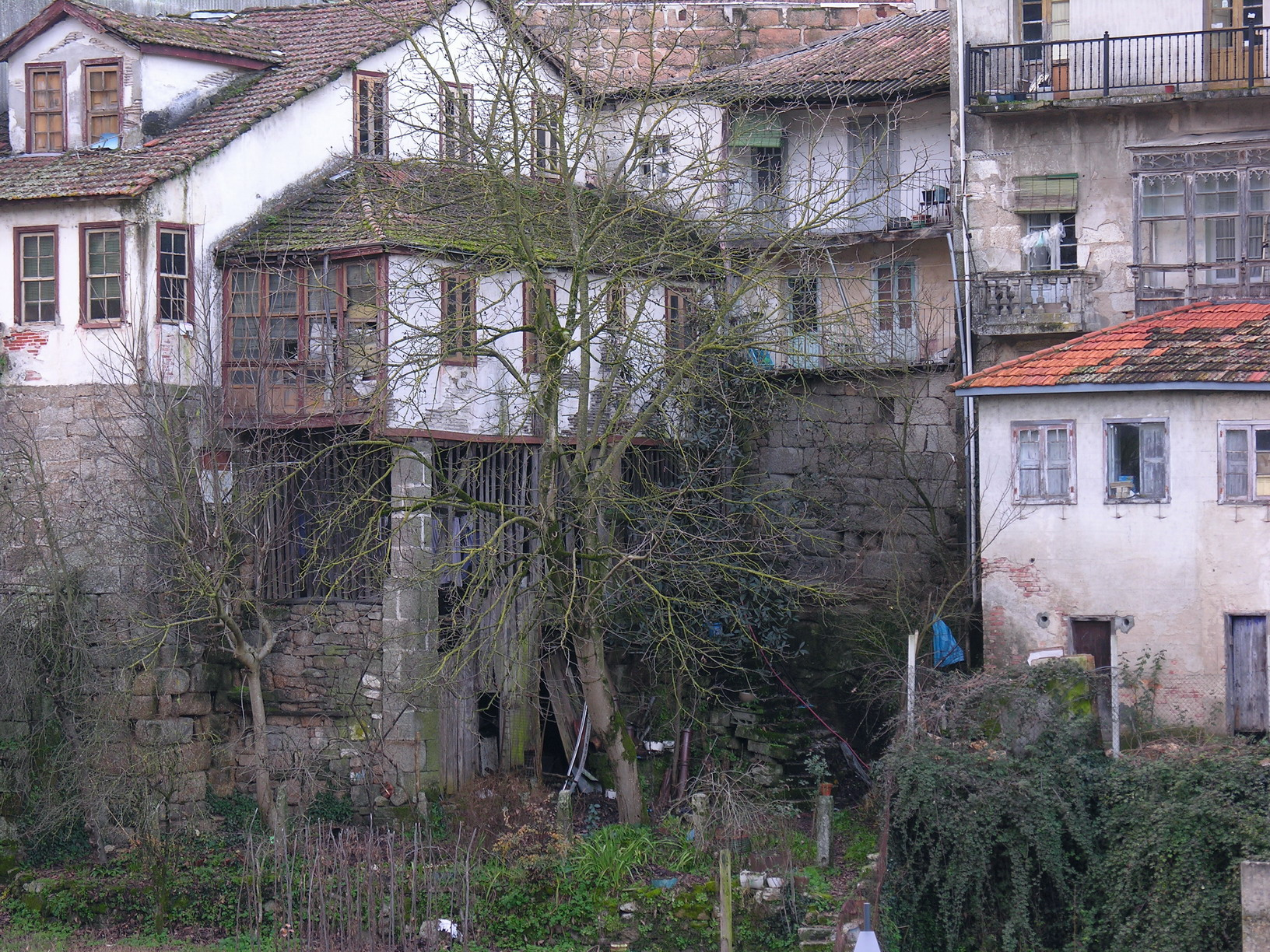
Edificis, part del darrere